# Horder

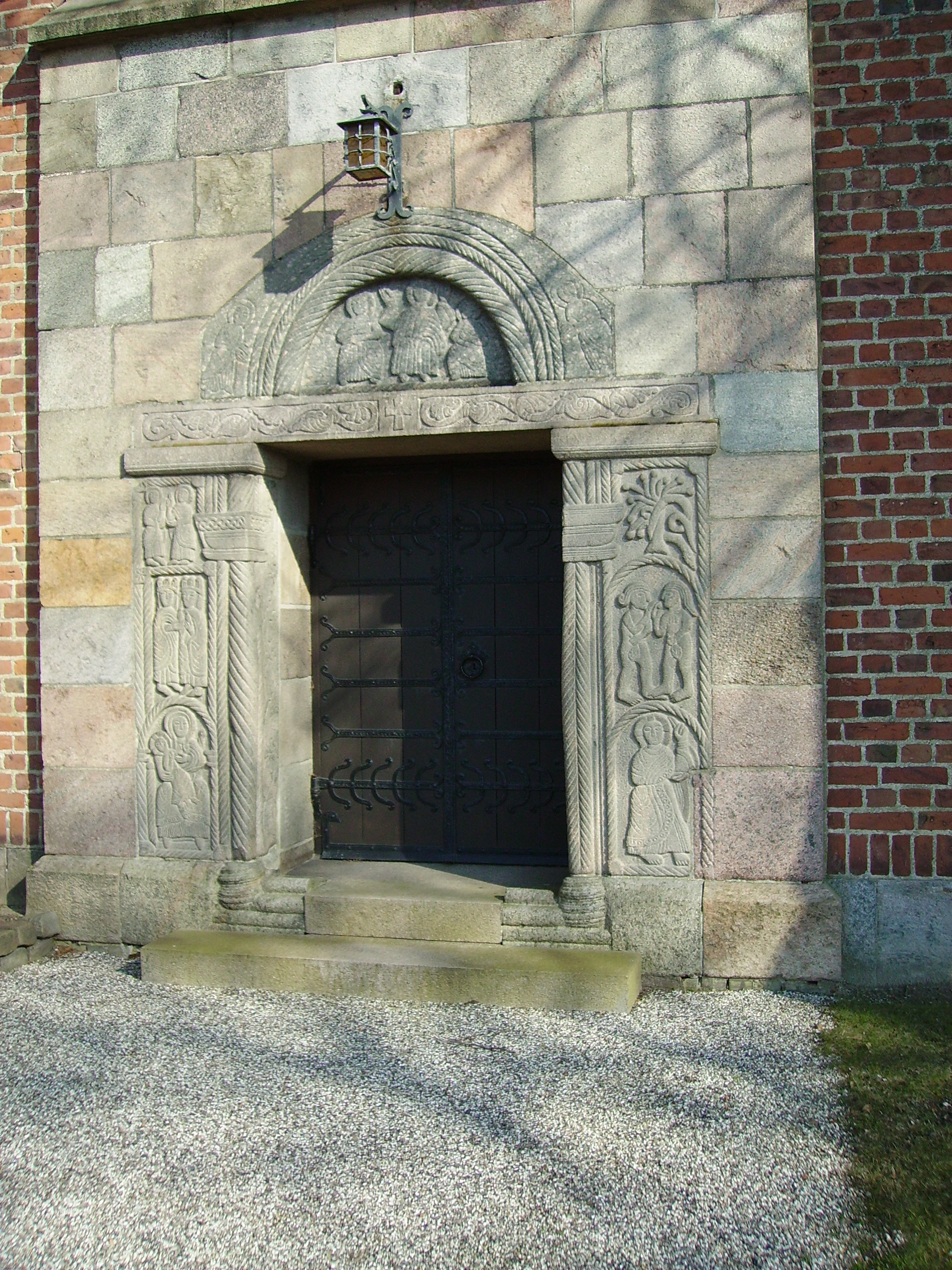
Portal der Kirche in Vejlby, Dänemark

Horder, oder Horderus, ist der Name eines romanischen Steinmetzes, der um das Jahr 1180 im dänischen Djursland gewirkt hat. Der Name ist in Skandinavien recht häufig, da er ein Stammesname war und vermutlich auf die von Caesar erwähnten Haruder zurückgeht. Horder werden fünf Portale sowie eine Reihe von Taufsteinen zugeschrieben. Die wichtigsten Werke sind die Portale der Kirchen in Rimsø, Vejlby und Ørsted.
Charakteristisch für sein Werk sind Seilstäbe bzw. Verzierungen mit Tauwindungen und Akanthusranken. Der typische Horder-Taufstein besteht aus feinkörnigen grauem Granit. Der obere Rand hat Tauwindungen, die aber auch an Werke der Korbflechtkunst erinnern. Die Außenseite ist in zwei Felder geteilt, die in der Regel mit Akanthus-Ranken ausgefüllt sind. Der Fuß ist viereckig und unterschiedlich gestaltet.
Wahrscheinlich hatte er seine Werkstatt in der Nähe des Kolindsund, so dass seine Werke auf dem Seeweg transportiert werden konnten.

## Werke

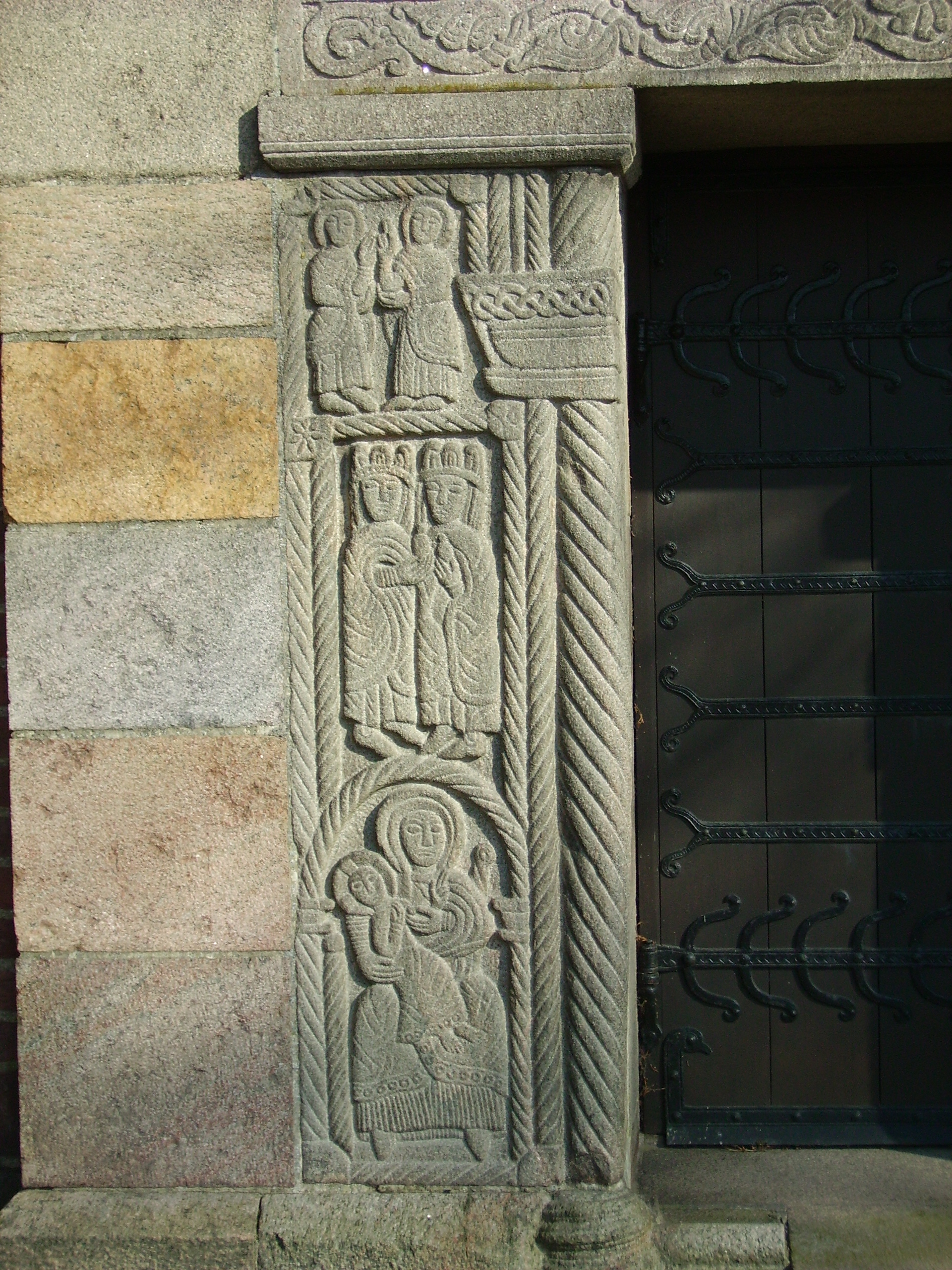
Detail des Portals in Vejlby, Dänemark

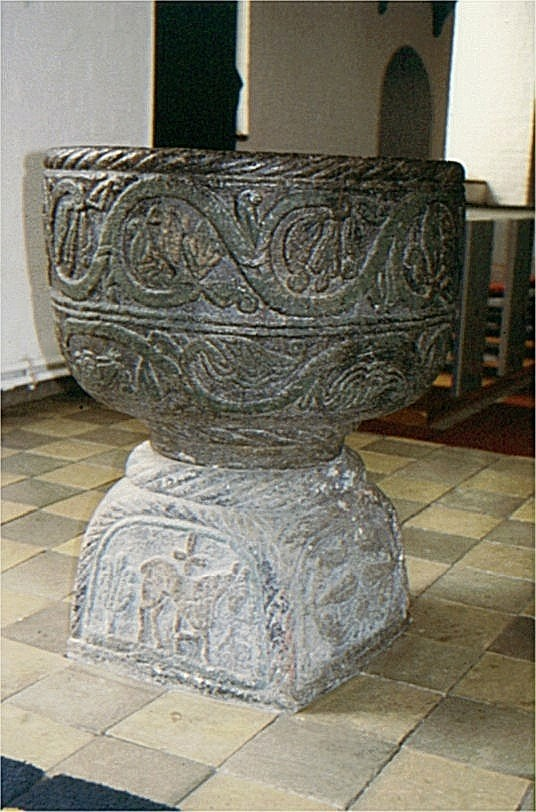
Taufstein in Hürup

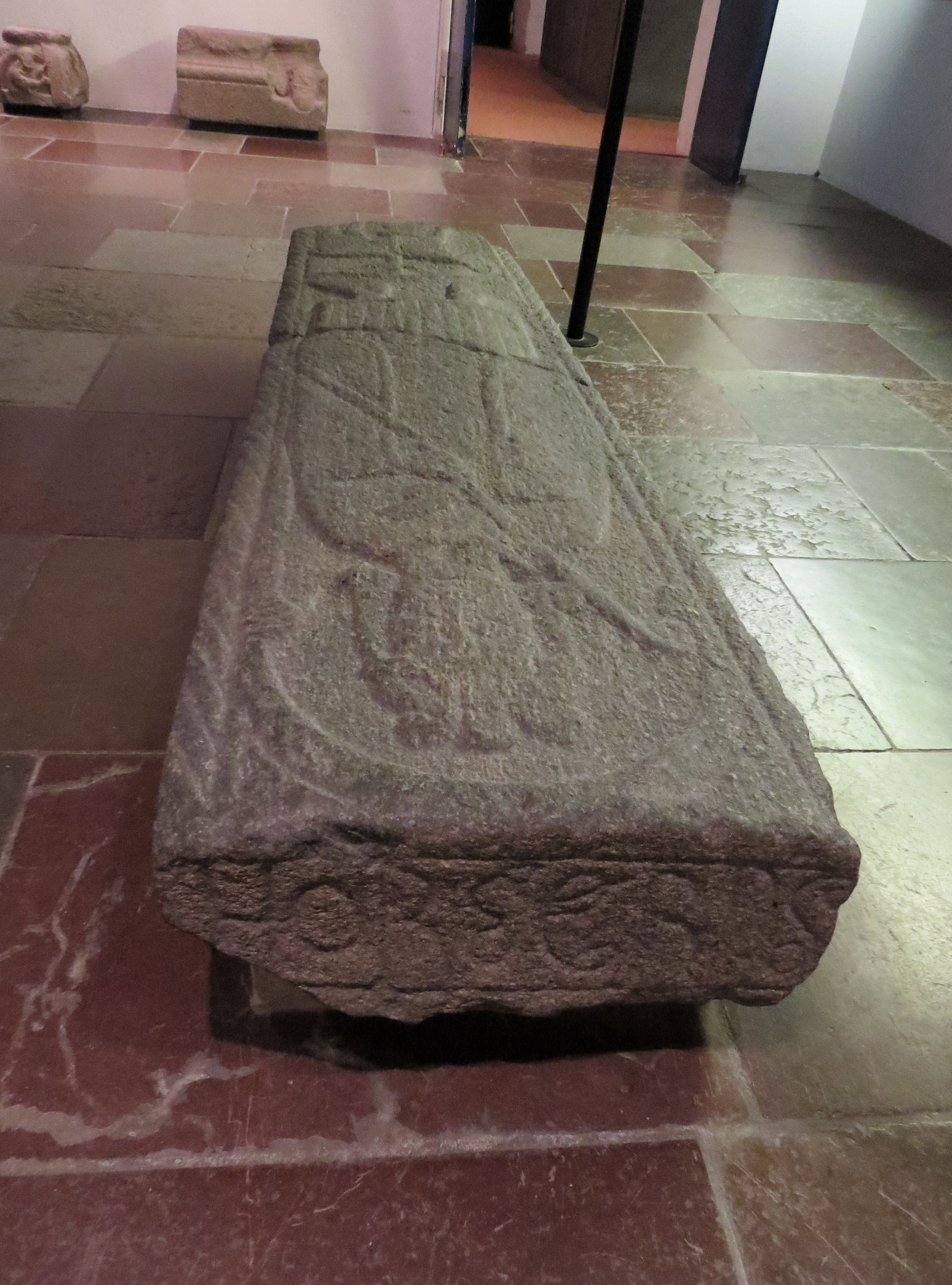
Horders Name an der Kopfseite einer Grabplatte

An 17 Kirchen auf der dänischen Halbinsel Djursland sowie an fünf Stellen auf Fünen und in Sunds finden sich seine Arbeiten. In Deutschland befinden sich in der Marienkirche von Grundhof sowie in Hürup Taufsteine, die ihm zugeordnet werden.
Dänemark:
- Portal an der Kirche von Rimsø
- Portal an der Kirche von Vejlby
- Portal an der Kirche von Ørsted

- Taufstein in der Kirche von Dreslette (Fünen)
- Taufstein in der Kirche zu Fuglslev
- Taufstein in der Kirche von Hammelev Sogn
- Taufstein in der Kirche von Hoed
- Taufstein in der Kirche von Holbæk. Unter einem Taubandring finden sich zwei übereinander gelagerte Felder mit Arkanthusranken, die durch zwei Rundstäbe getrennt werden. Der Fuß ist rund und mit Tauband und Rundstäben verziert.
- Taufstein in der Kirche von Hornslet
- Taufstein in der Kirche von Karlby
- Taufstein in der Kirche von Kærum (Fünen)
- Taufstein in der Kirche zu Lyngby
- Taufstein in der Kirche von Mygind
- Taufstein in der Kirche von Nørager
- Taufstein in der Kirche zu Sunds: Zuoberst sieht man den doppelten Taubandring, darunter einen Rundstab, einen Arkanthusgürtel, zwei Rundstäbe, noch einen Rankengürtel, 3 Rundstäbe und zuunterst ein Tauband. Der Tauffuß ist quadratisch und ebenfalls mit Taubändern verziert.
- Der Taufstein in der Kirche von Tøstrup: Verziert mit Taubandringen und Tierreliefen
- Taufstein in der Kirche von Veggerslev
- Taufstein in der Kirche von Vejlby
- Taufstein in der Kirche von Villersø

Deutschland:

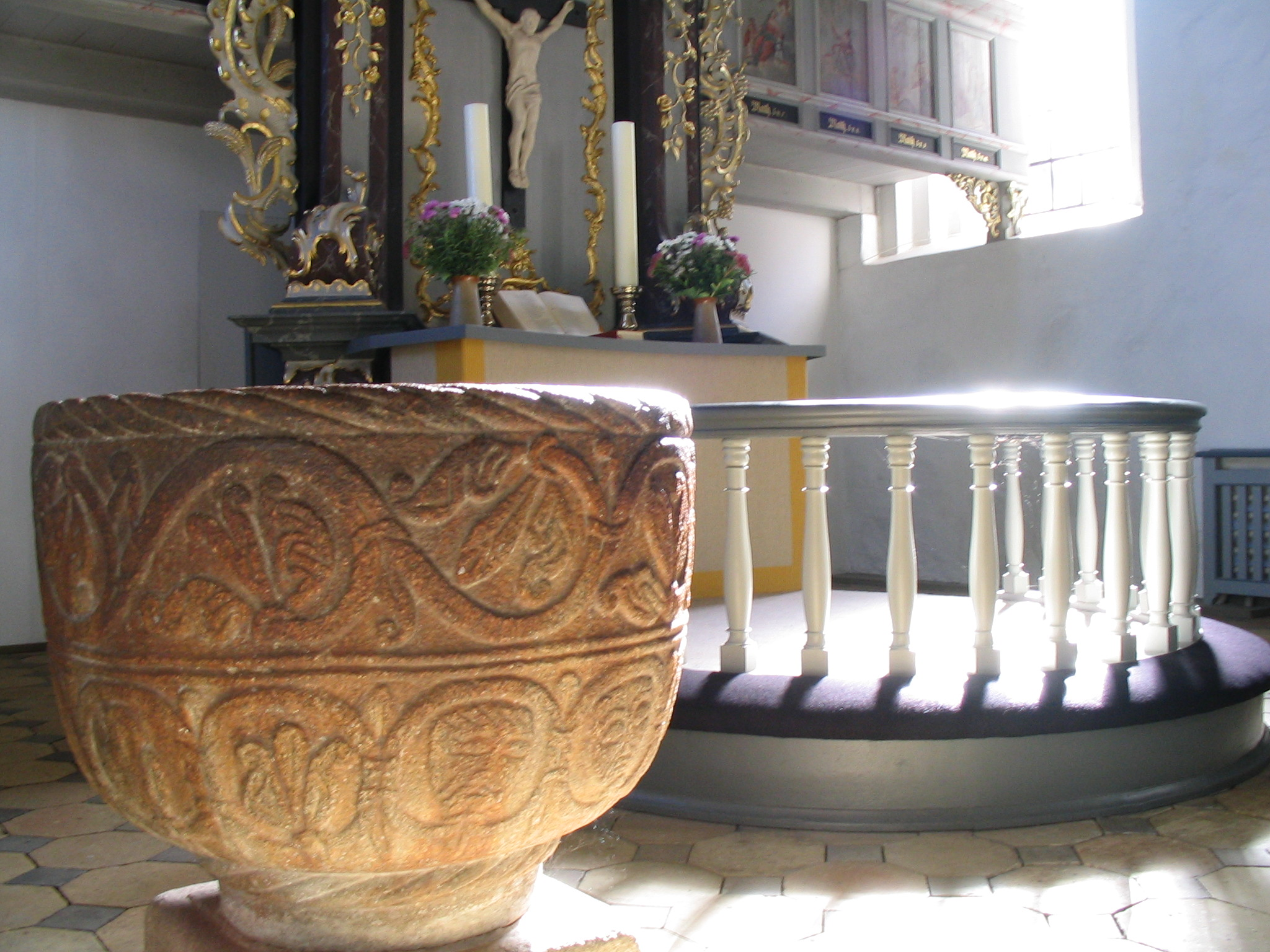
Taufstein in Grundhof

- Taufstein in der Marienkirche (Hürup): Zuoberst sieht man den doppelten Taubandring, darunter ein Akanthusgürtel und zwei Rundstäbe, es folgt noch einen Rankengürtel, den Abschluss bildet wieder ein Taubandring. Der Fuß ist viereckig und mit Taubändern und Bildern verziert. Zu sehen sind Pflanzenornamente, eine Darstellung des „Lamm Gottes“ und sieben Köpfe.
- Taufstein in der Marienkirche (Grundhof): Zuoberst sieht man den doppelten Taubandring, darunter einen Arkanthusgürtel und zwei Rundstäbe. Es folgt ein Fries mit sieben Köpfen und drei Pflanzenornamenten, die mit Ranken eingefasst sind. Den unteren Abschluss bildet wieder ein Taubandring. Der dazugehörende Fuß ist bei einem Kirchenbrand verloren gegangen und ersetzt worden.